# Le Mans Series 2014
Le Mans Series 2014 är den tionde säsongen av den europeiska långdistansserien för sportvagnar och GT-bilar, Le Mans Series. Säsongen omfattade fem deltävlingar.

## Tävlingskalender
| Datum        | Tävling                 | Segrare LMP2 - Team                            | Segrare LMGTE - Team                          | Segrare GTC - Team                                   |
| Datum        | Tävling                 | Segrare LMP2 - Förare                          | Segrare LMGTE - Förare                        | Segrare GTC - Förare                                 |
| ------------ | ----------------------- | ---------------------------------------------- | --------------------------------------------- | ---------------------------------------------------- |
| 19 april     | Silverstone 4-timmars   | Thiriet by TDS Racing                          | AF Corse                                      | Team Ukraine                                         |
| 19 april     | Silverstone 4-timmars   | Pierre Thiriet Ludovic Badey Tristan Gommendy  | Duncan Cameron Matt Griffin Michele Rugolo    | Andrii Kruglyk Sergey Chukanov Alessandro Pier Guidi |
| 18 maj       | Imola 4-timmars         | Jota Sport                                     | SMP Racing                                    | Formula Racing                                       |
| 18 maj       | Imola 4-timmars         | Simon Dolan Harry Tincknell Filipe Albuquerque | Andrea Bertolini Viktor Shaitar Sergei Zlobin | Johnny Laursen Mikkel Mac Andrea Piccini             |
| 20 juli      | Red Bull Ring 4-timmars | Signatech Alpine                               | AF Corse                                      | SMP Racing                                           |
| 20 juli      | Red Bull Ring 4-timmars | Paul-Loup Chatin Nelson Panciatici Oliver Webb | Duncan Cameron Matt Griffin Michele Rugolo    | Kirill Ladygin Aleksey Basov Luca Persiani           |
| 14 september | Castellet 4-timmars     | Newblood by Morand Racing                      | AF Corse                                      | SMP Racing                                           |
| 14 september | Castellet 4-timmars     | Christian Klien Gary Hirsch Pierre Ragues      | Duncan Cameron Matt Griffin Michele Rugolo    | Olivier Beretta Devi Markozov Anton Ladygin          |
| 19 oktober   | Estoril 4-timmars       | Sébastien Loeb Racing                          | SMP Racing                                    | BMW Sport Trophy Marc VDS                            |
| 19 oktober   | Estoril 4-timmars       | Vincent Capillaire Jimmy Eriksson              | Andrea Bertolini Viktor Shaitar Sergei Zlobin | Bas Leinders Markus Palttala Henry Hassid            |

## Slutställning
| Klass | Förare                                         | Team             | Bil         | Motor   |
| ----- | ---------------------------------------------- | ---------------- | ----------- | ------- |
| LMP2  | Paul-Loup Chatin Nelson Panciatici Oliver Webb | Signatech Alpine | Alpine      | Nissan  |
| LMGTE | Andrea Bertolini Viktor Shaitar Sergei Zlobin  | SMP Racing       | Ferrari 458 | Ferrari |
| GTC   | Olivier Beretta Devi Markozov Anton Ladygin    | SMP Racing       | Ferrari 458 | Ferrari |